# Петербургски повести
„Петербургски повести“ (на руски: Петербургские повести) е цикъл от пет повести на украинско-руския писател Николай Гогол.
Писани и първоначално издавани независимо една от друга между 1833 и 1846 година, те са обединени от мястото на действието – столицата на Руската империя Санкт Петербург – и от темата за мястото на малкия човек в живота на големия град. От средата на XIX век те често са издавани заедно, понякога заедно с две други повести – „Рим“ и „Каляска“.
„Петербургски повести“ включва:
- „Портрет“ – първоначално включена в първата част на „Арабески“ (1835);
- „Невски проспект“ – първоначално включена във втората част на „Арабески“ (1835);
- „Записки на един луд“ – първоначално включена във втората част на „Арабески“ (1835);
- „Нос“ – публикувана първо в списание „Современник“ (1836);
- „Шинел“ – публикувана третия том на събраните съчинения на Гогол, включващ и другите повести от цикъла (1842).